# 200 mètres aux championnats du monde d'athlétisme en salle
Pour un article plus général, voir Championnats du monde d'athlétisme en salle.
Le 200 mètres fait partie des épreuves inscrites au programme des premiers championnats du monde d'athlétisme en salle, en 1985 à Paris. Il est retiré du programme en 2006 pour des raisons d'équité, les athlètes situés dans les couloirs intérieurs étant désavantagés par rapport à leurs adversaires.
Avec deux médailles d'or remportées, la Jamaïcaine Merlene Ottey est l'athlète la plus titrée dans cette épreuve. Les records des championnats du monde en salle sont détenus par le Namibien Frankie Fredericks, crédité de 20 s 10 lors des Mondiaux en salle de 1999. et par la Russe Irina Privalova qui établit le temps de 22 s 15 lors de l'édition 1993.

## Éditions
| Années | 87 | 89 | 91 | 93 | 95 | 97 | 99 | 01 | 03 | 04 | Total |
| ------ | -- | -- | -- | -- | -- | -- | -- | -- | -- | -- | ----- |
| Hommes | X  | X  | X  | X  | X  | X  | X  | X  | X  | X  | 10    |
| Femmes | X  | X  | X  | X  | X  | X  | X  | X  | X  | X  | 10    |

## Hommes

### Palmarès
| Édition | Or                              | Argent                    | Bronze                     |
| ------- | ------------------------------- | ------------------------- | -------------------------- |
| 1985    | Aleksandr Yevgenyev 20 s 95     | Ade Mafe 20 s 96          | João da Silva 21 s 19      |
| 1987    | Kirk Baptiste 20 s 73 (CR)      | Bruno Marie-Rose 20 s 89  | Robson da Silva 20 s 92    |
| 1989    | John Regis 20 s 54 (CR)         | Ade Mafe 20 s 87          | Kevin Little 21 s 12       |
| 1991    | Nikolai Antonov 20 s 67         | Linford Christie 20 s 72  | Ade Mafe 20 s 92           |
| 1993    | James Trapp 20 s 63             | Damien Marsh 20 s 71      | Kevin Little 20 s 72       |
| 1995    | Geir Moen 20 s 58               | Troy Douglas 20 s 94      | Sebastián Keitel 20 s 98   |
| 1997    | Kevin Little 20 s 40 (CR)       | Iván García 20 s 46       | Francis Obikwelu 21 s 10   |
| 1999    | Frankie Fredericks 20 s 10 (CR) | Obadele Thompson 20 s 26  | Kevin Little 20 s 48       |
| 2001    | Shawn Crawford 20 s 63          | Christian Malcolm 20 s 76 | Patrick van Balkom 20 s 96 |
| 2003    | Marlon Devonish 20 s 62         | Joseph Batangdon 20 s 76  | Dominic Demeritte 20 s 92  |
| 2004    | Dominic Demeritte 20 s 66       | Johan Wissman 20 s 72     | Tobias Unger 21 s 02       |

## Femmes

### Palmarès
| Édition | Or                           | Argent                           | Bronze                       |
| ------- | ---------------------------- | -------------------------------- | ---------------------------- |
| 1985    | Marita Koch 23 s 09          | Marie-Christine Cazier 23 s 33   | Kim Robertson 23 s 69        |
| 1987    | Heike Drechsler 22 s 27 (CR) | Merlene Ottey 22 s 66            | Grace Jackson 23 s 21        |
| 1989    | Merlene Ottey 22 s 34        | Grace Jackson 22 s 95            | Natalya Kovtun 23 s 28       |
| 1991    | Merlene Ottey 22 s 24 (CR)   | Irina Sergeyeva 22 s 41          | Grit Breuer 22 s 58          |
| 1993    | Irina Privalova 22 s 15 (CR) | Melinda Gainsford 22 s 73        | Natalya Voronova 22 s 90     |
| 1995    | Melinda Gainsford 22 s 64    | Pauline Davis-Thompson 22 s 68   | Natalya Voronova 23 s 01     |
| 1997    | Ekaterini Koffa 22 s 76      | Juliet Cuthbert 22 s 77          | Svetlana Goncharenko 22 s 85 |
| 1999    | Ionela Târlea 22 s 39        | Svetlana Goncharenko 22 s 69     | Pauline Davis 22 s 70        |
| 2001    | Juliet Campbell 22 s 64      | LaTasha Jenkins 22 s 96          | Natalya Safronnikova 23 s 17 |
| 2003    | Muriel Hurtis 22 s 54        | Anastasiya Kapachinskaya 22 s 80 | Juliet Campbell 22 s 81      |
| 2004    | Natalya Safronnikova 23 s 13 | Svetlana Goncharenko 23 s 15     | Karin Mayr-Krifka 23 s 18    |

## Records des championnats

### Hommes
Frank Fredericks: 20 s 10 (Maebashi)

### Femmes
Irina Privalova: 22 s 15 (Toronto)